# Piergiorgio Welby
Pour les articles homonymes, voir Welby.
Piergiorgio Welby, né le 26 décembre 1945 à Rome et mort le 20 décembre 2006 dans la même ville, est un artiste-peintre, poète et militant politique italien dont le combat pendant trois mois afin d’affirmer son « droit à mourir » a conduit à un débat sur l’euthanasie dans son pays.
Il déclare publiquement en 2006 qu’il refuse de suivre le traitement médical qui le maintient en vie. Son cas suscite une importante polémique, voyant, en particulier, s'affronter des politiciens libéraux et l'Église catholique. Trois mois plus tard, un anesthésiste accepte de débrancher les appareils qui le maintenaient en vie. Les funérailles religieuses sont refusées à Welby par l’Église,, tandis que les poursuites sont abandonnées contre celui qui a mis fin à ses jours.

## Biographie

### La maladie
Depuis le début des années 1960, Welby souffre d'une dystrophie musculaire, maladie qui évolue au point où, en juillet 1997, il ne lui est plus possible de respirer sans le soutien d'un respirateur artificiel, de manger sans une sonde d'alimentation ni de parler sans un appareil de synthèse vocale. 

### Les années de combat
Il va consacrer les dernières années de sa vie à son combat, en adhérant d'abord au Parti radical puis à l'Association Luca Coscioni, un groupe militant favorable à l'euthanasie proche du Parti radical, qui le nomme vice-président en 2006. 
Utilisant Internet pour communiquer, Welby avait ouvert un blog en 2003. 
Mais, en avril 2006, l'aggravation de son état l'empêche d'utiliser le doigt dont il se sert pour la souris de son ordinateur. Il décide alors de rendre publique sa demande de mourir, espérant provoquer un débat national sur l'euthanasie.
Le 22 septembre 2006, Welby envoie un courrier-vidéo au président italien Giorgio Napolitano : « Cher Président, permettez-moi de mourir ». L'appel est diffusé à la télévision nationale et disponible en téléchargement sur Internet. Napolitano répond qu'il se sent profondément touché par sa situation, et invite les politiciens italiens à ouvrir un débat parlementaire sur diverses questions éthiques. Les membres du Parti radical manifestent leur soutien par des grèves de la faim et son fondateur, Marco Pannella, déclare qu'il est prêt à lui-même débrancher Welby pour exprimer un acte de désobéissance civile. La plupart des politiciens catholiques adhèrent à la position de l'Église catholique, s'opposant à l'euthanasie autant qu'à des traitements médicaux trop agressifs. La ministre de la Santé, Livia Turco, intervient pour demander que soient plutôt améliorés les soins palliatifs.
Après trois mois de polémiques, Mario Riccio, un anesthésiste, contacte le Parti radical pour l'informer qu'il est prêt à débrancher les appareils permettant à Welby de rester en vie, ne voyant aucun obstacle légal à cet acte. Riccio se rend à Rome, et après avoir vérifié la volonté de Welby, accède à sa demande. La procédure commence à 11 heures le matin du 20 décembre et se termine à 11 heures 40, heure à laquelle Welby est déclaré officiellement mort.

### Après le décès

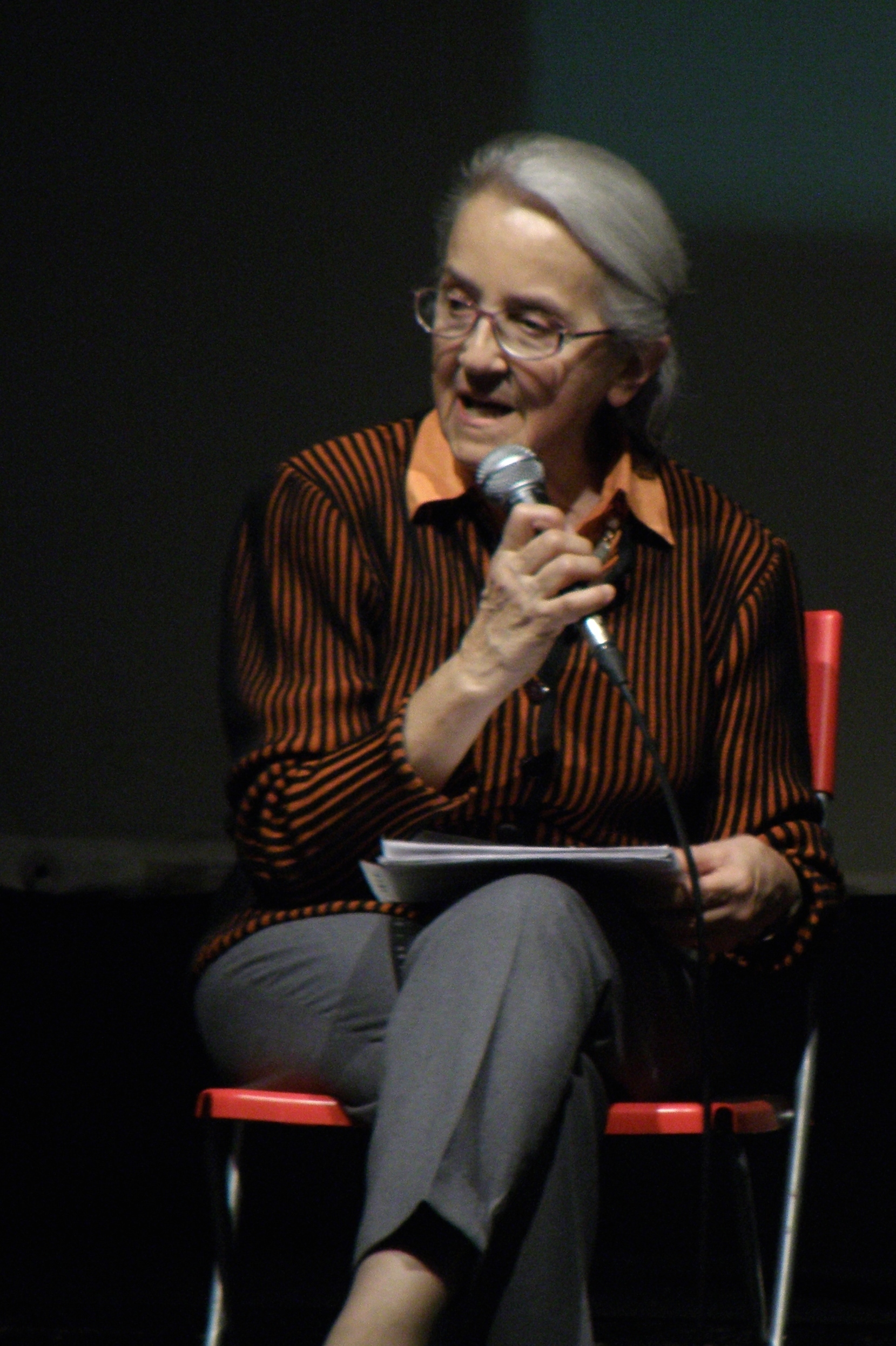
Sa femme, Mina Welby, 2011.

Les politiciens italiens sont très divisés. Les membres du Parti radical expriment à la fois leur chagrin et leur soulagement que ses souffrances soient enfin terminées. Les politiciens conservateurs critiquent le médecin et l'instrumentalisation à des fins politiques du cas de Welby. Certains demandent l'arrestation des « meurtriers de Welby ». 
Malgré la pression de l'opinion publique, le comité d'éthique médical et la justice déclarent que l'acte du docteur Riccio est légitime,. 
L'Église catholique refuse les funérailles religieuses, déclarant officiellement que « Welby avait publiquement et de manière répétée exprimé son désir de mettre fin à sa vie, ce qui est contraire à la doctrine catholique ». Des funérailles civiles sont alors célébrées sur une place publique de Rome.